# 34408 Simonanghel
34408 Simonanghel è un asteroide della fascia principale. Scoperto nel 2000, presenta un'orbita caratterizzata da un semiasse maggiore pari a 2,981606 UA e da un'eccentricità di 0,101084, inclinata di 3,226770° rispetto all'eclittica. Ha un diametro di	5,033 km.